# Leonhard Haas (Archivar)

Leonhard Haas (1962)

Leonhard Haas (* 28. September 1908 in Emmenbrücke; † 20. Juni 2000 in Luzern) war ein Schweizer Archivar und langjähriger Leiter des Schweizerischen Bundesarchivs.

## Leben
Leonhard Haas wurde 1908 als Sohn des Josef Leonhard und der Katharina Haas in Emmenbrücke geboren.
Nach der Matura studierte er von 1929 bis 1934 in Lausanne, Paris, Zürich und Wien Geschichte und Literatur.
Leonhard Haas war verheiratet mit Marie Helene (geborene Schäfer) und verstarb mit 91 Jahren in Luzern.

## Beruflicher Werdegang
Im Schweizerischen Bundesarchiv war er zuerst von 1935 bis 1954 als Stellvertreter und anschliessend von 1954 bis 1973 als Direktor tätig. Daneben startete er eine wissenschaftliche Laufbahn mit der 1951 erfolgten Habilitation an der Universität Freiburg i. Üe. Im Jahre 1954 folgte er einem Ruf aus der ETH Zürich und wurde zum Privatdozent für Geschichte der Neuzeit mit besonderem Schwerpunkt auf russische und sowjetische Geschichte bestellt. 1973 wurde Haas zum Titularprofessor ernannt. 1978 schied er aus dieser Funktion aus.
Zusätzlich zu seiner universitären Aufgabe und zu seiner Arbeit im Schweizerischen Bundesarchiv war er von 1949 bis 1970 Mitglied mehrerer wissenschaftlicher Missionen in Europa, den USA und Russland sowie wissenschaftlichen Gremien beispielsweise von 1969 bis 1976 der Indian Historical Records Commission.

## Wirken
Als Direktor des Schweizerischen Bundesarchivs trieb er grundlegende Reformen voran. 
Als Autor schrieb er zahlreiche Werke unter anderem zum Russisch-Japanischen Krieg und zu Lenin.

## Werke  (Auswahl)
- Schultheiss Ludwig Seiler von Luzern, mit besonderer Berücksichtigung der Kapitulatsverhandlungen in den Jahren 1479-1483. Stans: P. von Matt 1935. (Diss. Phil. I. Univ. Zürich)
- Repertorium über die Verhandlungen der Bundesversammlung der schweizerischen Eidgenossenschaft. Im Auftrage der Allgemeinen Geschichtforschenden Gesellschaft der Schweiz. Freiburg: Fragnière Frères Bd. 1: 1942 + Bd. 2: 1972.
- General Dufours Maasnahmen gegen die Pressefreiheit im Sonderbundskrieg. In: Zeitschrift für Schweizerische Geschichte 29 (1949), H. 1, S. 17–46. Separatdruck: [Zürich]: [Leemann] 1949.
- Ansprache zur Eröffnung der Ausstellung «Die Bundesverfassung von 1848» in der Schweiz. Landesbibliothek vom 10. September 1948. Bern 1948.
- Schwedens Politik gegenüber der Eidgenossenschaft während des Dreissigjährigen Krieges. In: Schweizer Beiträge zur allgemeinen Geschichte 9 (1951),  S. 64–160. (Habil.–schrift phil. Freiburg / Schweiz). Separatdruck: Bern-Bümpliz 1951.
- General Maurus Meyer von Schauensee und die Französische Revolution. Antrittsvorlesung gehalten am 7. Januar 1956. Zürich: Polygraphischer Verlag 1956. (Kultur- und staatswissenschaftliche Schriften; 93).
- als Übersetzer und Hrsg.: Vladimir I. Lenin: Unbekannte Briefe 1912-1914. Einsiedeln; Zürich; Köln: Benziger, 1967.
- Carl Vital Moor, 1852-1932: Ein Leben für Marx und Lenin. Zürich; Einsiedeln; Köln: Benziger 1970.